# Dominik Cipf
Dominik Cipf (Kisvárda, 31 gennaio 2001) è un calciatore ungherese, attaccante del Kozármisleny in prestito dal Tiszakécske.

## Statistiche

### Presenze e reti nei club
Statistiche aggiornate al 24 gennaio 2023.
| Stagione        | Squadra         | Campionato      | Campionato | Campionato | Coppe nazionali | Coppe nazionali | Coppe nazionali | Coppe continentali | Coppe continentali | Coppe continentali | Altre coppe | Altre coppe | Altre coppe | Totale | Totale | Totale |
| Stagione        | Squadra         | Comp            | Pres       | Reti       | Comp            | Pres            | Reti            | Comp               | Pres               | Reti               | Comp        | Pres        | Reti        | Pres   | Reti   |        |
| --------------- | --------------- | --------------- | ---------- | ---------- | --------------- | --------------- | --------------- | ------------------ | ------------------ | ------------------ | ----------- | ----------- | ----------- | ------ | ------ | ------ |
| 2018-2019       | Honvéd          | NBI             | 2          | 0          | MK              | 2               | 0               | UEL                | 1                  | 0                  | -           | -           | -           | 5      | 0      |        |
| 2019-2020       | Honvéd          | NBI             | 14         | 0          | MK              | 1               | 1               | UEL                | 2                  | 0                  | -           | -           | -           | 17     | 1      |        |
| mar. 2020       | Ajka            | NBII            | 2          | 0          | MK              | -               | -               | -                  | -                  | -                  | -           | -           | -           | 2      | 0      |        |
| 2020-feb. 2021  | Honvéd          | NBI             | 2          | 0          | MK              | 1               | 0               | UEL                | 0                  | 0                  | -           | -           | -           | 3      | 0      |        |
| Totale Honvéd   | Totale Honvéd   | Totale Honvéd   | 18         | 0          |                 | 4               | 1               |                    | 3                  | 0                  |             | -           | -           | 25     | 1      |        |
| 2020-2021       | Siófok          | NBII            | 20         | 3          | MK              | 2               | 0               | -                  | -                  | -                  | -           | -           | -           | 32     | 1      |        |
| 2021-feb. 2022  | Siófok          | NBII            | 21         | 7          | MK              | 1               | 0               | -                  | -                  | -                  | -           | -           | -           | 24     | 3      |        |
| Totale Siófok   | Totale Siófok   | Totale Siófok   | 41         | 10         |                 | 3               | 0               |                    | -                  | -                  |             | -           | -           | 44     | 10     |        |
| feb.-giu. 2022  | Vasas           | NBII            | 11         | 3          | MK              | 1               | 0               | -                  | -                  | -                  | -           | -           | -           | 38     | 4      |        |
| 2022-2023       | Vasas           | NBI             | 9          | 1          | MK              | 1               | 0               | -                  | -                  | -                  | -           | -           | -           | 16     | 0      |        |
| Totale Vasas    | Totale Vasas    | Totale Vasas    | 20         | 4          |                 | 2               | 0               |                    | -                  | -                  |             | -           | -           | 22     | 4      |        |
| Totale carriera | Totale carriera | Totale carriera | 81         | 14         |                 | 9               | 1               |                    | 3                  | 0                  |             | -           | -           | 93     | 15     |        |

## Palmarès

### Club

#### Competizioni nazionali
- Coppa d'Ungheria: 1

Honvéd: 2019-2020
- Nemzeti Bajnokság II: 1

Vasas: 2021-2022